# Corus-toernooi 2005
Van 14 t/m 30 januari 2005 werd te Wijk aan Zee de 67e editie van het Corus schaaktoernooi gespeeld. Er waren drie grootmeestergroepen.

## Eindstand groep A

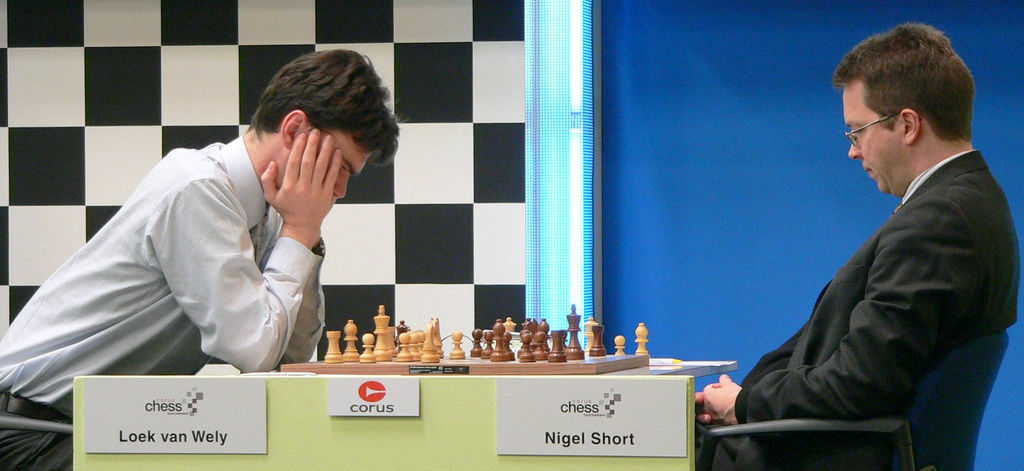
Van Wely vs Short

| Nr.    | Speler                | Rating | Punten | SB  | 1 | 2 | 3 | 4 | 5 | 6 | 7 | 8 | 9 | 10 | 11 | 12 | 13 | 14 |
| ------ | --------------------- | ------ | ------ | --- | - | - | - | - | - | - | - | - | - | -- | -- | -- | -- | -- |
| Goud   | Péter Lékó            | 2749   | 8½     | 54¼ | * | 1 | ½ | ½ | ½ | ½ | ½ | ½ | ½ | 1  | 1  | 1  | ½  | ½  |
| Zilver | Viswanathan Anand     | 2786   | 8      | 49½ | 0 | * | ½ | ½ | ½ | 1 | ½ | ½ | 1 | 1  | ½  | ½  | 1  | ½  |
| Brons  | Veselin Topalov       | 2757   | 7½     | 47½ | ½ | ½ | * | 0 | ½ | 0 | 1 | ½ | 1 | 1  | ½  | 1  | ½  | ½  |
| 4      | Judit Polgár          | 2728   | 7      | 45  | ½ | ½ | 1 | * | ½ | ½ | ½ | ½ | 1 | ½  | 0  | ½  | 1  | ½  |
| 5      | Aleksandr Grisjtsjoek | 2710   | 7      | 44½ | ½ | ½ | ½ | ½ | * | ½ | ½ | ½ | 1 | ½  | 0  | ½  | 1  | ½  |
| 6      | Michael Adams         | 2741   | 7      | 44  | ½ | 0 | 1 | ½ | ½ | * | ½ | ½ | ½ | ½  | ½  | ½  | 1  | ½  |
| 7      | Vladimir Kramnik      | 2754   | 7      | 43  | ½ | ½ | 0 | ½ | ½ | ½ | * | ½ | ½ | ½  | 1  | ½  | ½  | 1  |
| 8      | Loek van Wely         | 2679   | 6½     | 42  | ½ | ½ | ½ | ½ | ½ | ½ | ½ | * | ½ | ½  | 0  | 1  | ½  | ½  |
| 9      | Ruslan Ponomariov     | 2700   | 6½     | 38½ | ½ | 0 | 0 | 0 | 0 | ½ | ½ | ½ | * | ½  | ½  | ½  | 1  | 1  |
| 10     | Lázaro Bruzón         | 2652   | 6½     | 37  | 0 | 0 | 0 | ½ | ½ | ½ | ½ | ½ | ½ | *  | ½  | 1  | 1  | 1  |
| 11     | Pjotr Svidler         | 2735   | 6      | 38  | 0 | ½ | ½ | 1 | 1 | ½ | 0 | 1 | ½ | ½  | *  | ½  | ½  | ½  |
| 12     | Nigel Short           | 2674   | 5½     | 32¼ | 0 | ½ | 0 | ½ | ½ | ½ | ½ | 0 | ½ | 0  | ½  | *  | 1  | 1  |
| 13     | Aleksandr Morozevitsj | 2741   | 4½     | 28¼ | ½ | 0 | ½ | 0 | 0 | 0 | ½ | ½ | 0 | 0  | ½  | 0  | *  | 1  |
| 14     | Ivan Sokolov          | 2685   | 3½     | 25¼ | ½ | ½ | ½ | ½ | ½ | ½ | 0 | ½ | 0 | 0  | ½  | 0  | 0  | *  |

## Eindstand groep B
- Sergej Karjakin eindigde met 9,5 punt op de eerste plaats.
- Jan Smeets en Shakhryar Mamedyarov werden tweede en derde met 8,5 punt.

## Eindstand groep C
- Vladimir Georgiev eindigde met 10,5 punt op de eerste plaats.
- Natalja Zjoekova werd tweede met 10 punten.
- Jevgeni Aleksejev en Erwin l'Ami werden derde.